# ژان ملبرگ
ژان ملبرگ (انگلیسی: John Mellberg؛ زادهٔ ۳۰ ژوئیهٔ ۲۰۰۶) بازیکن فوتبال است اهل سوئد است.
وی همچنین در تیم‌های ملی فوتبال زیر ۱۷ سال سوئد و زیر ۱۹ سال سوئد بازی کرده است.

## زندگی شخصی
پدر وی، اولاف ملبرگ نیز یک بازیکن فوتبال بود.